# Fernando Luís Pereira de Sousa Barradas
Fernando Luís Pereira de Sousa Barradas (Coimbra, Brasfemes, ou Minas Gerais, 29 de Novembro de 1757 — Lisboa, 22 de Janeiro de 1841) foi um jurista, político e maçon português.

## Biografia
Filho de João de Sousa Barradas, cavaleiro professo na Ordem de Cristo, advogado no foro eclesiástico de Mariana, Minas Gerais, onde foi vereador, e de sua mulher (casados no Bispado de Coimbra) Jacinta Maria da Fonseca e Silva (c. 1738 - Mariana, Minas Gerais).
Formou-se bacharel em Leis pela Faculdade de Leis da Universidade de Coimbra, ingressando inicialmente na carreira de advogado e depois na magistratura judicial. Exerceu as funções de conservador da Universidade de Coimbra e de juiz desembargador dos Agravos da Casa da Suplicação. Foi sócio da Academia de Ciências de Lisboa e Secretário de Estado dos Negócios Eclesiásticos e da Justiça. Foi também membro da comissão encarregada da reforma dos forais.
Iniciado na Maçonaria em data e loja desconhecidas e com nome simbólico desconhecido, exerceu as funções de 4.º Grão-Mestre interino do Grande Oriente Lusitano entre 1814 e 1815, ou entre 1814 e 1816, ou, talvez desde, mas certamente em, 1815.
Era amigo particular de José Bonifácio de Andrada e Silva, estadista brasileiro, e tio materno do também estadista brasileiro Bernardo Pereira de Vasconcelos e do Marechal-de-Campo Jerónimo Pereira de Vasconcelos, 1.º Visconde de Ponte da Barca.
Liberal, aderiu ao Vintismo, tendo desempenhado os cargos de Secretário de Estado dos Negócios do Reino, em 1821, e de Secretário de Estado dos Negócios Eclesiásticos e de Justiça, de 1825 a 1826. Perseguido durante o Miguelismo, esteve preso durante cinco anos, entre 1828 e 1833.
Faleceu na capital portuguesa, solteiro e sem sucessão.